# Manon Audinet
Manon Audinet, född 12 februari 1992 i La Rochelle, är en fransk seglare.

## Karriär
I augusti 2013 vid Europamästerskapen i nacra 17 tog Audinet silver tillsammans med Moana Vaireaux. I oktober 2020 tog hon återigen EM-silver; denna gång tillsammans med Quentin Delapierre.
Audinet tävlade för Frankrike vid OS i Tokyo 2021, där hon tillsammans med Quentin Delapierre slutade på åttonde plats i nacra 17.